# Estadi Al Bayt
L'estadi Al Bayt (àrab: استاد البيت, Istād al-Bayt; anglès: Al Bayt Stadium) és un estadi de futbol que se situa a Khor, Qatar. És una de les seus oficials de la Copa Mundial de Futbol de 2022. Té una capacitat de 60 000 persones assegudes. Actualment és la seu de l'Al Khor SC.
La construcció va iniciar el 2015 després de la demolició de l'antic estadi Al Khor. El seu disseny està elaborat a l'estil d'una tenda beduïna, amb capacitat per a 60 000 seients per als aficionats, a més de 1000 addicionals per a la premsa. De la mateixa manera l'estacionament al lloc compta amb 6000 cotxes, 350 autobusos i 150 autobusos privats o públics, així com 1000 taxis i taxis aquàtics, inclosa la seva connexió amb el metro de Doha.

## Copa del Món de Futbol del 2022
| Data                   | Selecció            | Resultat | Selecció            | Fase             |
| ---------------------- | ------------------- | -------- | ------------------- | ---------------- |
| 20 de novembre de 2022 | Qatar               | -        | Equador             | Grup A           |
| 23                     | Marroc              | -        | Croàcia             | Grup F           |
| 25                     | Anglaterra          | -        | Estats Units        | Grup B           |
| 27                     | Espanya             | -        | Alemanya            | Grup E           |
| 29                     | Països Baixos       | -        | Qatar               | Grup A           |
| 1                      | Costa Rica          | -        | Alemanya            | Grup E           |
| 4                      | 1r lloc grup B      | -        | 2n lloc grup A      | Vuitens de final |
| 10                     | Guanyador partit 51 | -        | Guanyador partit 52 | Quarts de final  |
| 14                     | Guanyador partit 59 | -        | Guanyador partit 60 | Semifinals       |